# Johnny Palacios
Johnny  Palacios (* 20. Dezember 1986 in La Ceiba) ist ein honduranischer Fußballspieler. Der Nationalspieler steht bei CD Olimpia unter Vertrag. Seine Brüder Milton, Jerry und Wilson spielen ebenfalls für die honduranische Nationalmannschaft.

## Karriere
Ebenso wie die anderen vier Palacios-Brüder begann auch Johnny seine Karriere bei CD Olimpia, wo er mehrmals honduranischer Meister wurde und maßgeblichen Anteil am kontinuierlichen Erfolg der Leones auf nationaler und internationaler Ebene hatte. Seine Leistungen waren so überzeugend, dass er sogar kurz vor einem Wechsel zu Wigan Athletic in die englische Premier League stand, welcher jedoch im letzten Augenblick noch platzte.
Trotz seiner guten Leistungen im Verein wurde der zweikampfstarke Innenverteidiger erst kurz vor dem CONCACAF Gold Cup 2009 von Reinaldo Rueda in die honduranische Fußballnationalmannschaft berufen. Palacios rechtfertigte das Vertrauen, das der kolumbianische Trainer in ihn gesetzt hatte, und war auch in den darauffolgenden Monaten in der WM-Qualifikation und bei der Fußball-Weltmeisterschaft 2010 in Südafrika regelmäßig im Einsatz.

## Titel und Erfolge
- Liga Nacional de Fútbol de Honduras:

2002/03 Apertura
2003/04 Clausura
2004/05 Clausura
2005/06 Apertura
2005/06 Clausura
2007/08 Clausura
2008/09 Clausura
2009/10 Clausura